# Velarde Cerdeiras
Velarde José Cerdeiras Ramela (Rocha, Uruguay, 18 de febrero de 1903 - Montevideo, Uruguay, 16 de agosto de 1971), fue un magistrado uruguayo, quien se desempeñó como miembro de la Suprema Corte de Justicia de su país desde 1964 hasta su muerte. 

## Primeros años
Nació en Rocha el 18 de febrero de 1903, hijo de Ramón Cerdeiras, español, y de Laura Ramela, uruguaya.
Su padre fue un conocido periodista de origen gallego, fundador y director del periódico "La Democracia" en la ciudad de Rocha durante varias décadas.
Cursó estudios en la Facultad de Derecho de la Universidad de la República, en la que en 1928 se graduó como abogado.

## Juez de Paz
En 1929 ingresó a la carrera judicial al ser designado Juez de Paz de la 1a sección judicial de Rocha, su ciudad natal.

## Juez Letrado en el interior
En enero de 1932 fue nombrado Juez Letrado de Treinta y Tres.
En diciembre de 1936 fue trasladado a cumplir funciones como Juez Letrado de Durazno y en noviembre de 1938 pasó a desempeñarse como Juez Letrado de Lavalleja.

## Juez Letrado en la capital
En el año 1942 ascendió a Juez Letrado de la capital, desempeñándose a partir de dicho año como Juez Letrado de Instrucción de Tercer Turno durante varios años.
En setiembre de 1949 fue trasladado al cargo de Juez Letrado de Menores de Primer Turno y en agosto de 1950 pasó a desempeñarse como Juez Letrado del Crimen de 3er turno.

## Tribunal de Apelaciones
En junio de 1954 fue nuevamente ascendido y pasó a integrar el Tribunal de Apelaciones en lo Penal, único entonces existente en dicha materia. Ocupó dicho cargo durante diez años.

## Suprema Corte de Justicia
El 7 de octubre de 1964 la Asamblea General lo eligió, por 107 votos favorables, como ministro de la Suprema Corte de Justicia, junto a Alberto Sánchez Rogé y a Edenes A. Mallo, para ocupar las vacantes dejadas en junio del mismo año por Julio César de Gregorio, Luis Alberto Bouza y Esteban D. Ruiz. Prestó juramento el mismo día.
A partir de su ingreso y hasta la muerte de Cerdeiras en agosto de 1971, la integración de la Suprema Corte -con Cerdeiras, Sánchez Rogé, Mallo, Hamlet Reyes y Emilio Siemens Amaro- permaneció incambiada durante casi siete años, siendo el récord en tal sentido que se ha registrado en dicha Corte desde 1934, en que se estableció el límite de 10 años en el cargo para quienes la integran (el récord absoluto de integración sin cambios fue de once años y se registró entre 1914 y 1925 con Ezequiel Garzón, Benito Cuñarro, Luis Romeu Burgues, Julio Bastos y Abel Pinto).
Cerdeiras ocupó la Presidencia de la Corte durante los años 1966 y 1969.

## Fallecimiento
Hubiera podido permanecer integrando la Suprema Corte hasta cumplir los 70 años en 1973, pero falleció en Montevideo, a los 68 años, el 16 de agosto de 1971. Fue el primer integrante de la Corte en fallecer en el ejercicio  de su cargo en más de veinte años, desde Bolívar Baliñas en 1950.
A iniciativa del Poder Ejecutivo, el Parlamento sancionó una ley disponiendo se le rindieran honores fúnebres de ministro de Estado a sus restos.
La muerte de Cerdeiras generó la primera vacante en la Suprema Corte de Justicia tras la entrada en vigencia de la Constitución de 1967. El artículo 236 de la nueva Constitución preveía un plazo de 90 días, una vez producido el cese de un miembro de la Corte, para que la Asamblea General designara a quien había de ocupar el cargo, cumplido el cual, quedaría automáticamente designado el miembro de los Tribunales de Apelaciones con mayor antigüedad. Vencido dicho plazo en noviembre de 1971, dicho mecanismo de designación supletorio se aplicó por primera vez para la Suprema Corte (ya había sido utilizado en 1967 y 1968 para integrar el Tribunal de lo Contencioso Administrativo, para el que también estaba previsto) ingresando Carlos Dubra al máximo órgano judicial del país en sustitución de Cerdeiras.

## Vida familiar
Contrajo matrimonio en 1929 con Marina Aída Amonte Olivera, con quien tuvo tres hijas, Nélida Susana (1930) Marina (1933) y Lilí Mabel (1934) Cerdeiras Amonte.